# Fuentes del Valle
Fuentes del Valle är en stad i Mexiko, tillhörande kommunen Tultitlán i delstaten Mexiko. Fuentes del Valle ligger i den centrala delen av landet och tillhör Mexico Citys storstadsområde. Staden hade 74 087 invånare vid folkräkningen 2010, och är tredje största ort i kommunen sett till befolkning.